# Ломазы
Ломазы (пол. Łomazy) — деревня в Бяльском повете Люблинского воеводства Польши. Административный центр гмины Ломазы. По данным переписи 2011 года, в деревне проживало 1688 человек.

## География
Деревня расположена на востоке Польши, на левом берегу реки Зелявы, на расстоянии приблизительно 15 километров к югу от города Бяла-Подляска, административного центра повета. Абсолютная высота — 147 метров над уровнем моря. Через населённый пункт проходит региональная автодорога 812.

## История
В 1568 году польский король Сигизмунд II Август даровал Ломазам магдебургское право и герб. В 1590 году был создан православный приход. В 1726 году была построена униатская церковь. В конце XVIII века город входил в состав Брестского повета Великого княжества Литовского. Действовали униатская и католическая церкви.
По данным на 1827 год имелось 293 двора и проживало 1917 жителей. 15 сентября 1769 года в окрестностях Ломаз произошёл бой, в котором Каргопольский карабинерный полк русской армии под командованием полковника Карла фон Рённе разгромил колонну барских конфедератов Казимира Пулавского. В 1863 году жители города приняли активное участие в Январском восстании.
Согласно «Справочной книжке Седлецкой губернии на 1875 год» посад Ломазы являлся центром одноимённой гмины Бельского уезда Седлецкой губернии. В 1912 году Бельский уезд был передан в состав новообразованной Холмской губернии. Население посада того периода составляло до 4100 человек (в основном евреи). Имелись два одноклассных училища (мужское и женское) Министерства народного просвещения.
В начале 1940 года немецкими оккупантами в деревне было создано еврейское гетто, просуществовавшее до 17 августа 1942 года. В ходе ликвидации гетто немцами и их пособниками было уничтожено 1700 евреев, из числа жителей Ломаз и соседних городов.
В период с 1975 по 1998 годы деревня входила в состав Бяльскоподляского воеводства.

## Население
Демографическая структура по состоянию на 31 марта 2011 года:
|         | Всего | До трудоспособного возраста | Трудоспособного возраста | Старше трудоспособного возраста |
| ------- | ----- | --------------------------- | ------------------------ | ------------------------------- |
| Мужчины | 812   | 183                         | 542                      | 87                              |
| Женщины | 876   | 176                         | 500                      | 200                             |
| Всего   | 1688  | 359                         | 1042                     | 287                             |